# 雨宮める
雨宮 める（あまみや める、1986年3月6日 - ）は、日本のグラビアアイドル、タレント、レースクイーン、プロ雀士。愛称は、めるてぃ。京都府出身。
早稲田大学法学部卒業。

## 人物・エピソード
- 身長160センチ、体重43キロ、バスト85センチ（E-65）、ウエスト54センチ、ヒップ85センチのプロポーションを持つ。
- 趣味はネイルアート、料理。特技はダンス。
- 姉が1人いる[1]。
- 座右の銘は、想像できるものは実現できる。
- パチンコウォーカーのイメージガールを務めて以降、パチンコ・パチスロに関わる仕事が多く、現在は「パチンコ必勝ガイド」で連載を持っている。
- 最高位戦日本プロ麻雀協会45期後期で入会した。

## 出演

### テレビ・コマーシャル
- 2009年 カロリ
- 2010年 スニッカーズ、ヘルシアウォーター
- 2011年
  - あさイチ再現VTR（NHK）
  - たけしのニッポンのミカタ!（テレビ東京）
  - タモリ倶楽部再現VTR（テレビ朝日）
  - つながるセブンソラヨミ天気予報（J:COM）
- 2012年
  - 真夜中のおバカ騒ぎ!（チバテレ・TOKYO MX）
- 2013年
  - ケンコバのバコバコテレビコーナー出演（SUN）
  - 人間性カジノ カスベガスバニーガール（KTV）

### イベント
- 2007年 丸井浴衣PRガール
- 2008年
  - 雑誌『パチンコウォーカー』イメージガール
  - 石丸電気イベント、アイドルパーク出演
  - 東京アパッチガール
- 2009年  P-mart.TV-イメージガール

### 映像
- 2007年 Movie Fullグラビアコンテンツ
- 素顔の告白（2011年4月）
- 女体暦（2011年4月）
- スーパーナイスバディ
- コスプレアイドル学園
- 東京艶女
- 混浴気分vol.19~雨宮めるのおもてなし湯けむりツアーガイド

### 音楽活動
- 『星のオトメ歌劇団』初期メンバー（2009年）

### 紙媒体
- 2007年 週刊誌SPA!どるばこ
- 2008年 
  - 旅行誌『じゃらん』温泉モデル
  - 『FLASH』袋とじグラビア
  - 『伊勢崎ウォーカー』モデル
- 2009年 
  - 週刊プレイボーイ
  - サンスポ
  - 日刊ゲンダイ-＠失礼します
- 2011年 
  - GALS PARADISE
  - Chuッ！（ワニブックス）
  - Hip ＆ Lip（ワニブックス）

### その他
- @Nifty公認コスプレイヤー選手権ファイナリスト（2009年）

### テレビ
- 2009年
  - スカパーエンタ371『アイ活！』
  - 土曜ワイド劇場（テレビ朝日）
- 2010年 
  - TOKYO MX-チバテレ『そこツボ』
  - スカパーエンタ371『アニコスっちゃお』
- 2011年 
  - スカパーサイトセブン・パチンコ必勝ガイドpresents『マックス＆ミニ』
- 2015年
  - もっと温泉に行こう!!　#64湯野浜温泉編（フジテレビNEXT）

### ネット番組企画
- 2009年 
  - インターネット番組『それゆけ!テンポザン』レギュラー
  - 公式携帯サイトグラビアコンテンツ
- 2010年 
  - DMM.comグラビアコンテンツ
  - Movie Fullグラビアコンテンツ
  - 携帯サイト『ぱちくる』
  - Ustream番組『撮影なう！』

### 舞台
- 『桜の下のトリックスター☆』（2009年）

### ラジオ
- TOKYO FM『やまだひさしのラジアンリミテッドDX』（2009年）

### レースクイーン
- OKADA杯レースクイーン（2009年）
- ファイティングガールズ キャットファイト（2011年）

## リリース作品
- 1stDVD『ハックツ美少女 Revolution 雨宮める』（2010年10月21日、GLAD’Z）
- デジタル写真集『小悪魔挑発モード』
- めるてぃ〜きっす/雨宮める（2011年4月、オルスタックピクチャーズ）
- Angel Heart 雨宮める（2011年6月、ヴィーナスコミュニケーションズ）
- ファイティングガールズ キャットファイト 雨宮めるVSレディ・エリザベス（2011年6月、バトルショップ）
- MIX Fight ＆ images 雨宮める（2011年6月、バトルショップ）
- デジタル写真集「下着以上、ヌード未満」（オトナビスタジオ）[2]